# Sarang-ui bulsichak
 (кореј. 사랑의 불시착, срп. Љубав је хитно слетање) јужнокорејска је телевизијска серија, снимана 2019. и 2020.

## Улоге
| Глумац:      | Улога:                    |
| ------------ | ------------------------- |
| Хиун Бин     | Ри Јеонг-хиеок            |
| Сони Ејин    | Иун Сери                  |
| Ким Јунгхиун | Гу Сеунг-јун / Алберто Гу |
| Сео Јихие    | Сео Дан                   |